# Asamkirche
A Asamkirche ou igreja de São João Nepomuceno, está localizada no centro de Munique, Alemanha.
A igreja foi construída entre os anos 1733 e 1746 obra dos irmãos Cosmas Damian Asam e Egid Quirin Asam, e é considerada uma das construções mais importantes do barroco tardio do sul da Alemanha.
Os dois irmãos construíram o edifício para sua igreja privada, mas face aos protestos dos habitantes da cidade, acabaram por tornar o acesso público.